# Švagrovství
Švagrovství (lat. Affinitas) je právní poměr mezi jedním manželem a příbuznými manžela druhého. V českém právu ho upravuje § 774 občanského zákoníku, který stanoví, že v jaké linii a v jakém stupni je manžel příbuzný s členem jeho vlastní rodiny, v takové linii a stupni je s daným členem sešvagřen manžel druhý.
Švagrovství není příbuzenstvím v právním slova smyslu a je od něj třeba odlišovat také sociální švagrovství, které je často chápáno jako rodinný poměr mezi všemi příbuznými týchž manželů. Podle práva jsou sešvagřené osoby považovány za osoby blízké, jde ale o vyvratitelnou právní domněnku. Švagrovství není v současnosti překážkou manželství (dříve tomu bylo jinak).

## Vznik a zánik švagrovství
Švagrovství vzniká současně s uzavřením manželství. Vznik švagrovství však není spojen s registrovaným partnerstvím (podle zákona č. 115/2006 Sb., o registrovaném partnerství). 
Švagrovství zaniká v případě, že dojde k rozvodu manželů (§ 755 a násl. občanského zákoníku), prohlášením manželství za neplatné (§ 680 a násl. občanského zákoníku) nebo změnou pohlaví (§ 29 občanského zákoníku). Dojde-li k úmrtí manžela, švagrovství s jeho příbuznými tím nezaniká.

## Historický vývoj
Všeobecný zákoník občanský z roku 1811 v § 40 uvádí, že švagrovství je „poměr (…), který vzniká mezi jedním manželem a příbuznými druhého manžela.“ § 41 poté dodává: „v jakém stupni je někdo příbuzný s manželem jedním, v téže řadě a v tom stupni je sešvagřen s manželem druhým.“
Právní úprava po roce 1948 charakterizuje švagrovství obdobně. Zákon č. 265/1949 Sb., o právu rodinném, uvádí v § 18: „Manželstvím vznikne švagrovství mezi manželem jedním a příbuznými manžela druhého; trvá i po zániku manželství.“ V tomto období také bylo stávající švagrovství překážkou uzavření manželství z mravních důvodů. § 9 zákona č. 265/1949 Sb. zakazoval uzavření manželství mezi osobami v přímém pokolení sešvagřenými. Švagrovství také upravoval občanský zákoník z roku 1950 v § 17.
Občanský zákoník z roku 1964 švagrovství nijak neupravoval, neboť se švagrovstvím nespojoval žádné právní následky (výjimku tvořily sešvagřené osoby, které za splnění podmínek § 116 mohly být osobami blízkými).

## § 774 občanského zákoníku
„Vznikem manželství vznikne švagrovství mezi jedním manželem a příbuznými druhého manžela; v jaké linii a v jakém stupni je někdo příbuzný s jedním manželem, v takové linii a v takovém stupni je sešvagřen s druhým manželem. Zanikne-li manželství smrtí jednoho z manželů, švagrovství tím nezaniká.“